# 겐쿠마촌
겐쿠마촌(剣熊村)은 일본 시가현 다카시마군에 설치되었던 촌이다. 현재의 다카시마시의 북동단에 해당한다.